# Kawashima Riichirō
Kawashima Riichirō (japanisch 川島 理一郎; geboren 9. März 1886 in Ashikaga (Präfektur Tochigi); gestorben 6. Oktober 1971) war ein japanischer Maler im Yōga-Stil.

## Leben und Wirken
Kawashima Riichirō ging 1905 in die USA, lernte dort Englisch und studierte Malerei an der „Corcoran Gallery of Art“ in Washington. 1911 ging er nach Frankreich und bildete sich an der Académie Julian und an der Académie Colarossi weiter. 1913 konnte er zum ersten Mal bei der Société du Salon d’Automne ausstellen. 1922 wurde er Mitglied des Salons.
1923 kehrte Kawashima nach Japan zurück. 1926 gründete er zusammen mit Umehara Ryūsaburō die Abteilung für Westliche Malerei im Rahmen der Künstlervereinigung „Kokuga sōsaku kyōkai“ (国画創作協会), eine Abteilung, die sich bald darauf  unter dem Namen Kokugakai selbstständig machte. 1935 zog er sich aus der Kokugakai zurück, 1936 wurde er Lehrer an der „Kunsthochschule für Frauen“ (女子美術学校, Yoshi bijutsu gakkō), der späteren „Yoshi bijutsu semmon gakkō“ (女子美術専門学校).
1948, nach dem Zweiten Weltkrieg, wurde Kawashima Mitglied der Akademie der Künste. 1955 beteiligte er sich der Gründung der „Shin-seki bijutsu kyōkai“ (新世紀美術協会), 1969 wurde er Berater der „Nitten“. Das Alterswerk zeigt eine Hinwendung zur abstrakten Malerei.
Kawashimas Bildthemen sind vielseitig: sie reichen von Stillleben über Landschaftsbilder hin zu Stadtbildern und Innenräumen und sind oft starkfarbig ausgeführt. Während des Pazifikkriegs gehörte er zu den Malern, die Bilder mit Bezug zu den besetzten Gebiete lieferten, wie das unten angeführte „Neues Leben auf Hijima“ aus dem Jahr 1944.
Beispielhafte Bilder sind „Kiba no zu“ (伎場の図) – „Kleiner Platz“, „Ranka“ (蘭花) – „Orchideenblüten“.
Er hinterließ Essay-Sammlungen wie „Tabibito mo me“ (旅人の眼) – „Mit den Augen eines Reisenden“, „Midori no jidai“ (緑の時代) – „Die Zeit des Grüns“.

## Bilder
- 第七回国展ポスター Plakat für die 7. Ausstellung der Kokugakai (1928)
- 蘭花 Orchideen (ca. 1940)
- 新生比島建設 „Neues Leben uf Hijima“ (1944)